# Twaalf Apostelenhofje

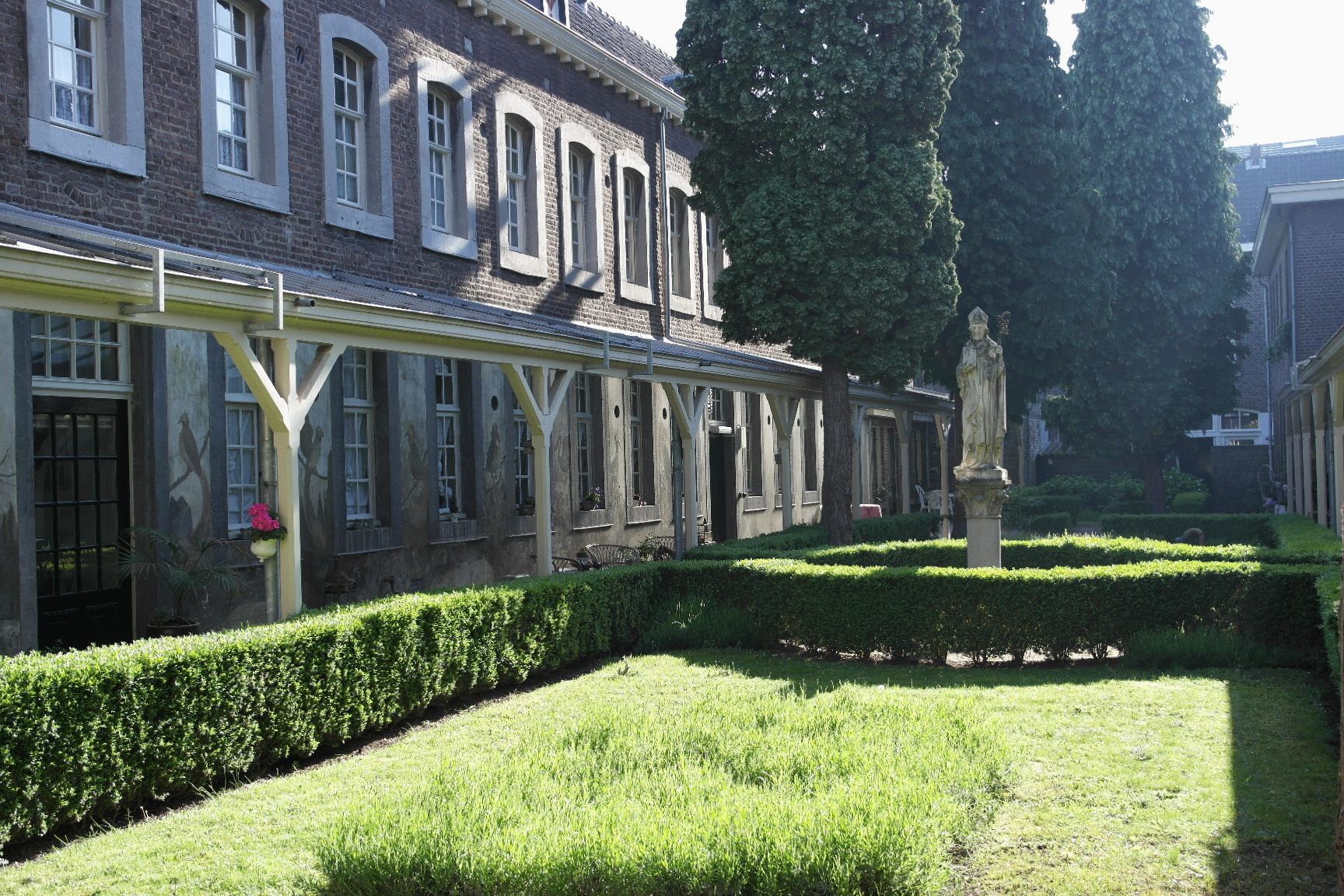
Binnenplaats

Het Twaalf Apostelenhofje (ook: Twaalf Apostelenhuis, Gesticht der XII Apostelen, de Belick of Stichting Lambert van Middelhoven) is een hofje in het centrum van de Nederlandse stad Maastricht, gelegen aan de Bogaardenstraat nr. 1B in het Statenkwartier.

## Geschiedenis
Het complex, bedoeld als een gesticht voor alleenstaande oude mannen, werd gegrondvest in 1476-1477. Vanaf 1492 stond het bekend als XII Apostelenhuis en het was een van de weinige Maastrichtse instellingen op het gebied van zorg die niet door geestelijken werd beheerd. Het was een particuliere stichting, oorspronkelijk gefinancierd door de gefortuneerde Maastrichtse burger Lambert van Middelhoven, oud-peymeester van de stad. Net als later het Sint-Martinushofje, stond het Twaalf Apostelenhuis onder beheer van een stichting die door burgers (niet-geestelijken) werd gedreven. 
In het huis woonden twaalf mannen en een verzorger (12 apostelen en één meester). Niet iedereen kwam voor een plaats in aanmerking; men moest minimaal zestig jaar oud zijn, Maastrichts burger zijn, goed bekend staan en financieel in moeilijkheden zitten, bijvoorbeeld door merkeliken quaden ongevall ende quader avonturen, soms ook door overlijden van vrouw en/of kinderen. Ook een aantal vrouwen vond onderdak bij het Twaalf Apostelenhuis, in aparte woninkjes aan de Batterijstraat of de Belick. Zij moesten geheel voor zichzelf zorgen, maar mochten bij vergaande fysieke problemen een andere vrouw in huis nemen om hen te verzorgen. 
De mannen van het Twaalf Apostelenhuis kregen volledige verzorging, stonden onder enigszins toezicht en leidden een min of meer collectief leven met godsdienstoefeningen, gezamenlijke maaltijden en reglementen. De verzorger was een leek; van 1599-1796 werden eventuele zieken verzorgd door de Cellebroeders. Begin 19e eeuw kwam er een tweede verzorger bij en nog weer later was de dagelijkse gang van zaken in handen van een echtpaar. Vanaf 1901 namen de Liefdezusters van de Heilige Carolus Borromeus, beter bekend als de Zusters Onder de Bogen de verzorging op zich. In 1993 kwam aan dit alles een einde, omdat het aantal beschikbare zusters steeds afnam en het niet langer mogelijk was aan de wettelijke eisen voor bejaardenzorg te voldoen. Het huis werd omgebouwd tot zelfstandige woningen om een binnentuin gelegen.

## Gebouwencomplex
Het complex was vroeger groter dan tegenwoordig. Ook in de aanpalende Batterijstraat lagen woningen die eigendom waren van het R.K. XII Apostelenhuis. Momenteel bestaat dit hofje uit drie 18e-eeuwse vleugels met woningen om een langgerekte rechthoekige binnenplaats met een groene tuinaanleg, waarin een heiligenbeeld staat, mogelijk Sint-Lambertus voorstellende, de patroonheilige van de stichter. De muren op de begane grond aan de hofzijde zijn tijdens de Eerste Wereldoorlog door Belgische vluchtelingen beschilderd met landelijke taferelen.
Aan de straatzijde in de Bogaardenstraat bevindt zich een hogere gevel van recente datum, met daarin opgenomen een replica van een zogenaamde apostelbalk met de houten beelden van Jezus en de Twaalf Apostelen. Het uit de eerste helft van de 16e eeuw stammende origineel is bewaard gebleven en berust bij het Museum aan het Vrijthof.
De kapel van het Twaalf Apostelenhuis is bij de renovering van het complex bewaard gebleven. Zij werd ingericht als woning en van het oorspronkelijke interieur is weinig bewaard gebleven. Wel bevindt zich daar nog een moderne muurschildering van Joep Nicolas, het Laatste Avondmaal voorstellende, en enkele glas-in-loodramen. 
Het geheel is geklasseerd als Rijksmonument onder nummer 26722.

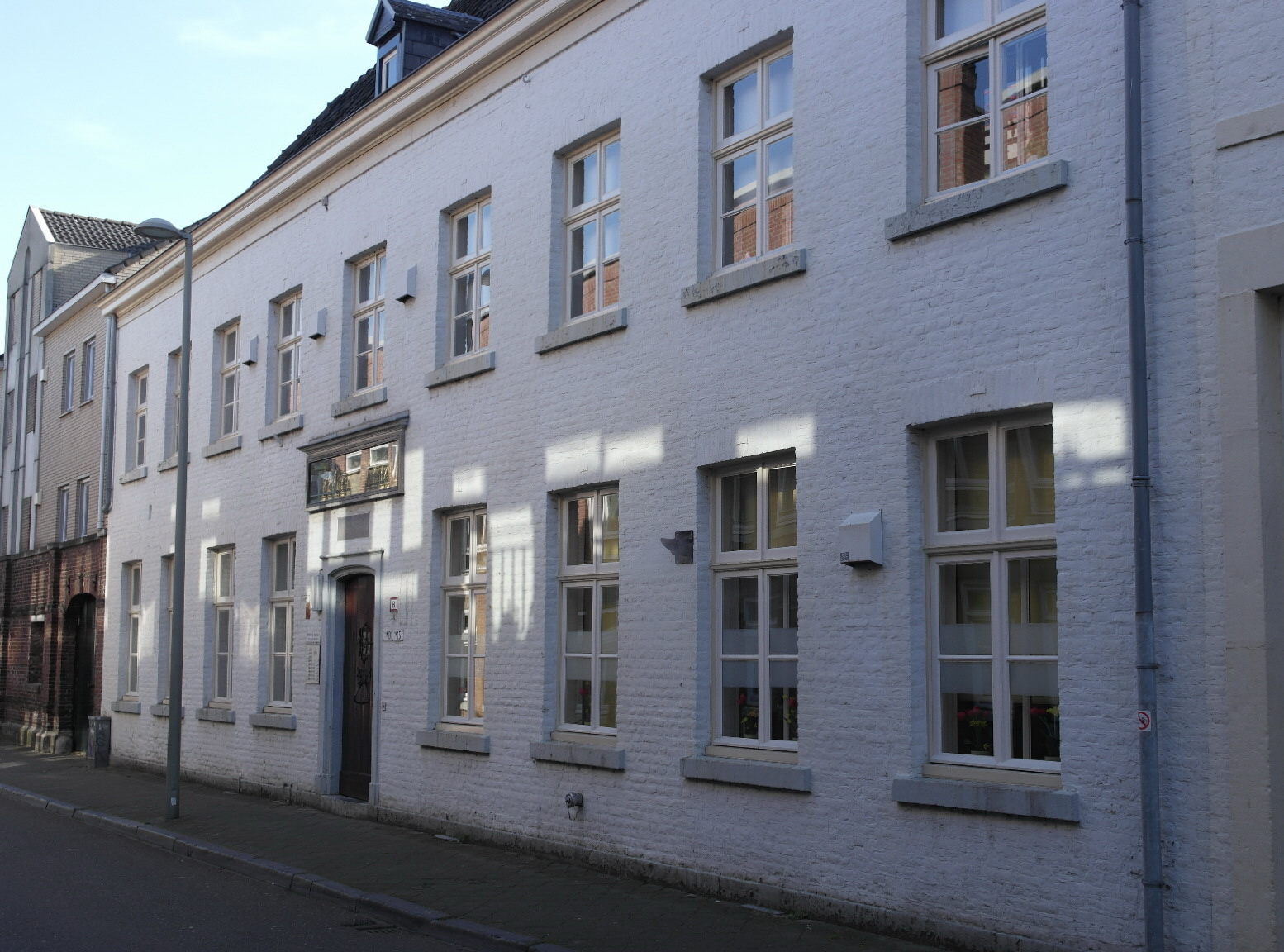
Gevel Bogaardenstraat 1B
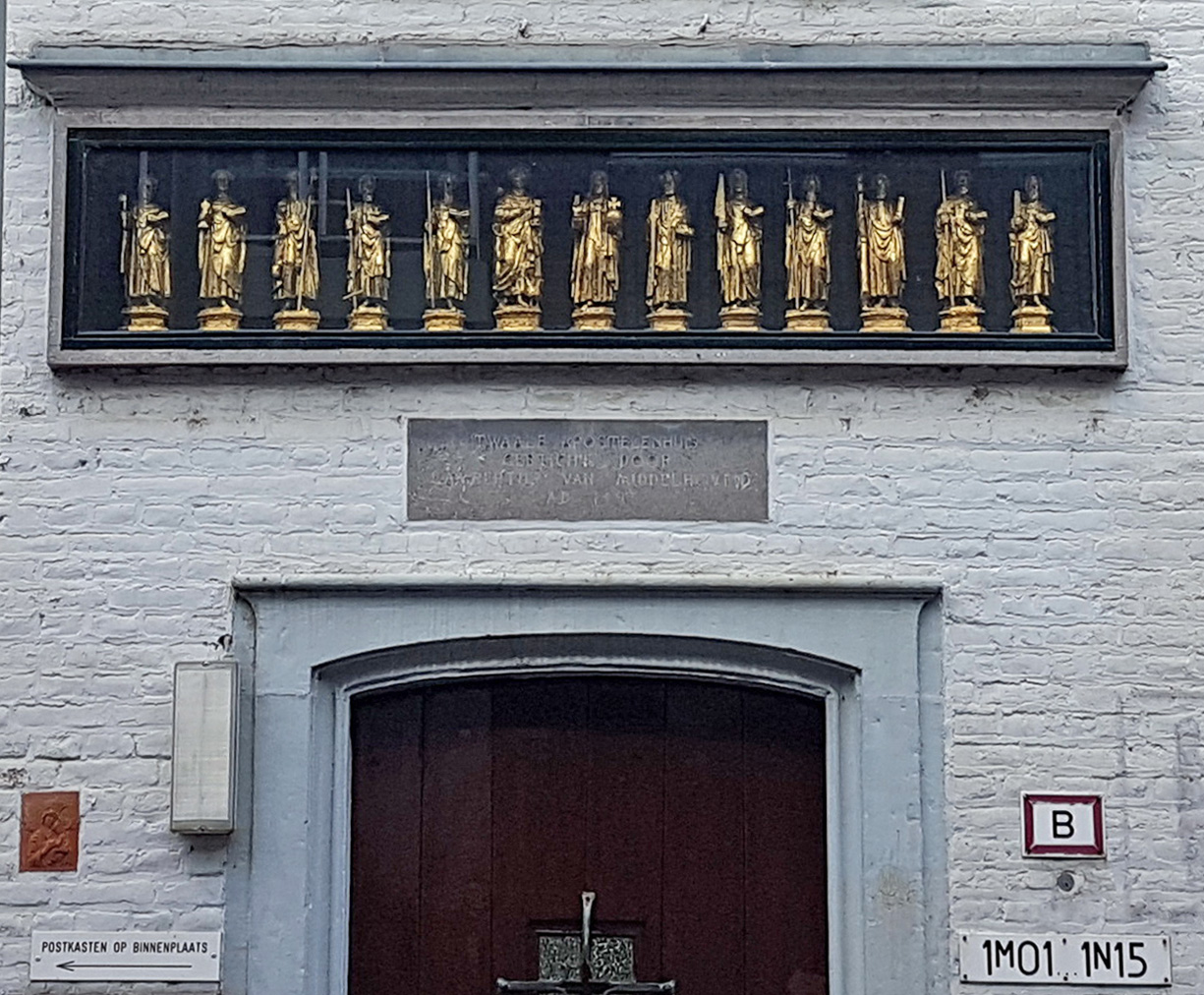
Idem, detail met apostelbalk
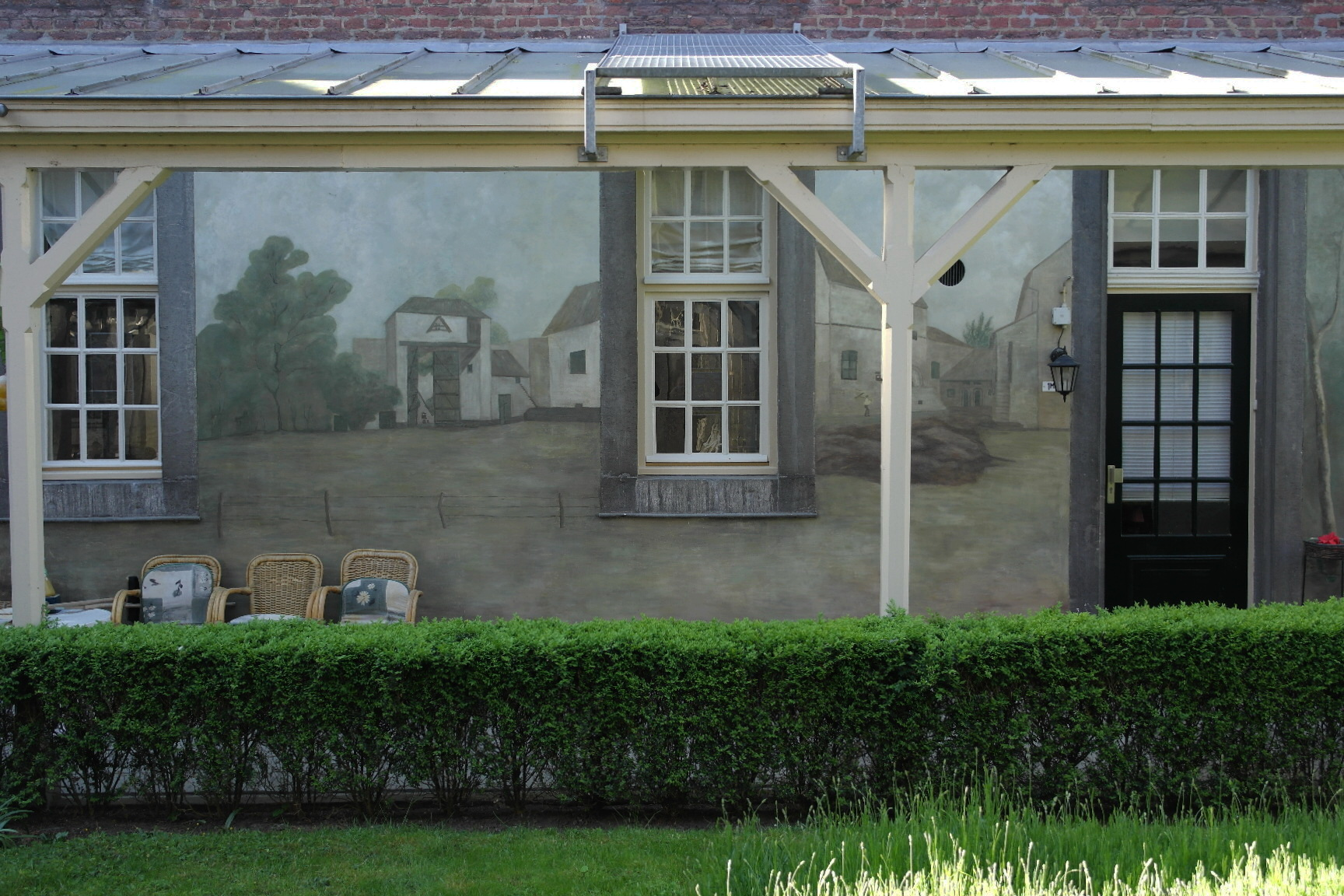
Hofzijde met wandschildering
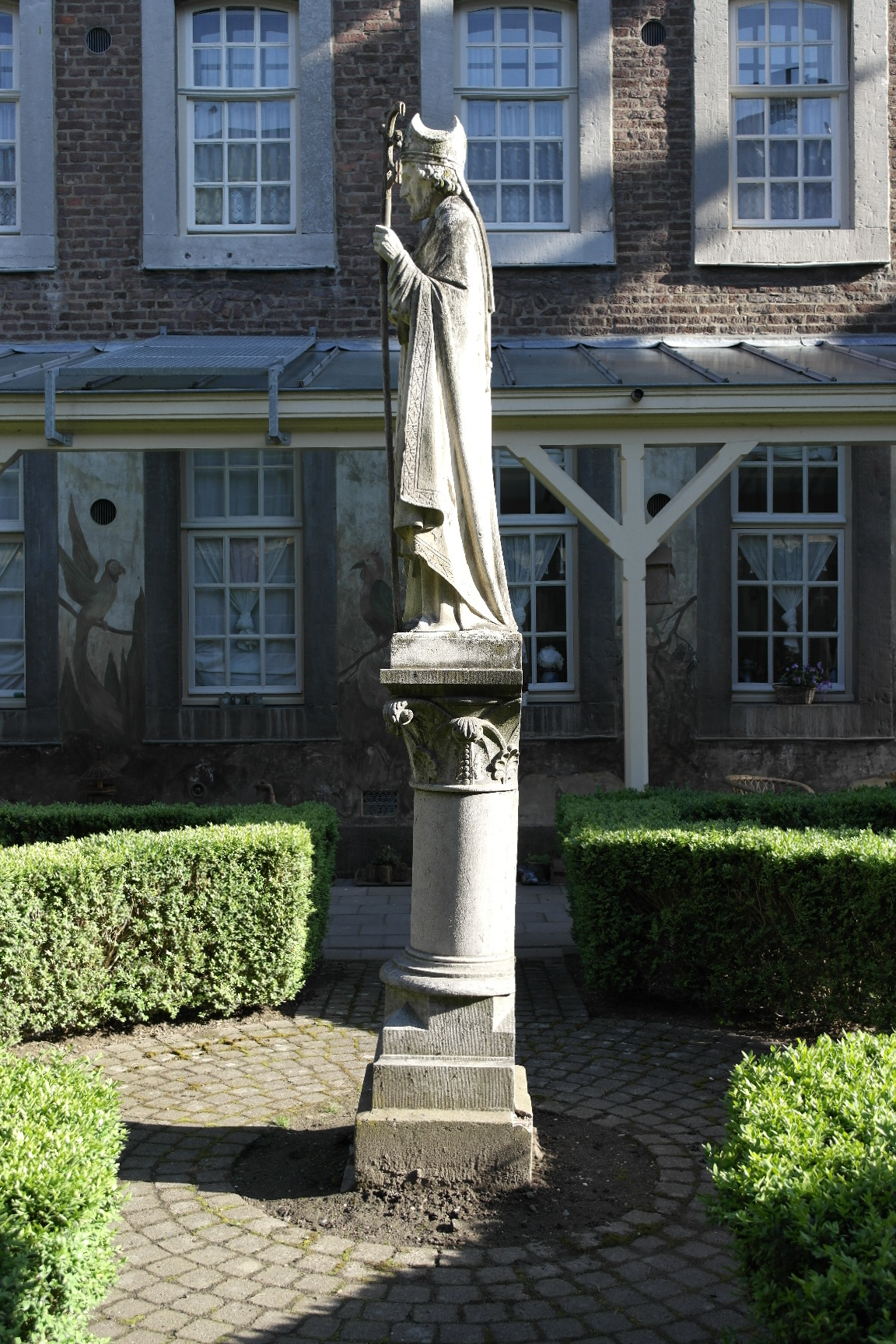
Hofzijde met heiligenbeeld